# Arnott Strait
Arnott Strait är ett sund i Kanada.   Det ligger i territoriet Nunavut, i den norra delen av landet, 3 700 km nordväst om huvudstaden Ottawa.
Trakten runt Arnott Strait är permanent täckt av is och snö. Trakten runt Arnott Strait är nära nog obefolkad, med mindre än två invånare per kvadratkilometer.